# Luna 2
A Luna 2, em russo Луна-2, também conhecida como Luna E-1A No.2, foi a segunda de uma série de duas missões usando a plataforma E-1A do Programa Luna (um projeto soviético), com o objetivo de obter um impacto na Lua.
Lançada ao espaço às 06h39min42 UTC de 12 de setembro de 1959, foi a primeira nave espacial a alcançar a superfície da Lua, tornando-se também o primeiro objeto feito pelo homem a atingir outro corpo celeste.
O impacto lunar ocorreu as 21h02min24 UTC em 14 de Setembro de 1959, a leste do Mare Imbrium, perto das crateras Aristillus, Archimedes e Autolycus.
A Luna 2 era similar no projeto ao Luna 1, uma nave espacial esférica com antenas projetando-se no corpo. A instrumentação era também similar, incluindo contadores Geiger, um magnetômetro, detectores de Cherenkov e detectores de micrometeoritos. Não havia nenhum sistema de propulsão próprio.
A Luna 1 tinha fornecido a primeira evidência do fenômeno do vento solar; para melhorar a eficiência, os quatro sensores de fluxo de plasma da Luna 2 foram modificados em um arranjo em tetraedro.
Após ser lançada e ter alcançado a velocidade de escape em 13 de setembro de 1959, a Luna 2 separou-se do terceiro estágio do veículo lançador, que viajou junto com ela para a Lua. Em 13 de setembro a espaçonave liberou uma nuvem alaranjada brilhante do gás sódio, que ajudou a realizar uma experiência do comportamento do gás no espaço. Às 21h02min de 14 de Setembro, após 33,5 horas de voo, os sinais de rádio da Luna 2 cessaram, indicando que havia impactado na Lua.
O ponto do impacto, na região de Palus Putredinis, é estimado como tendo ocorrido nas seguintes coordenadas lunares: 29° 6′ 0″ N, 0° 0′ 0″ E. Cerca de 30 minutos após o impacto da espaçonave, o terceiro estágio do veículo lançador alcançou também a Lua. A missão confirmou que a Lua não possui nenhum campo magnético mensurável e não encontrou nenhuma evidência de anéis de radiação.

## Estandartes

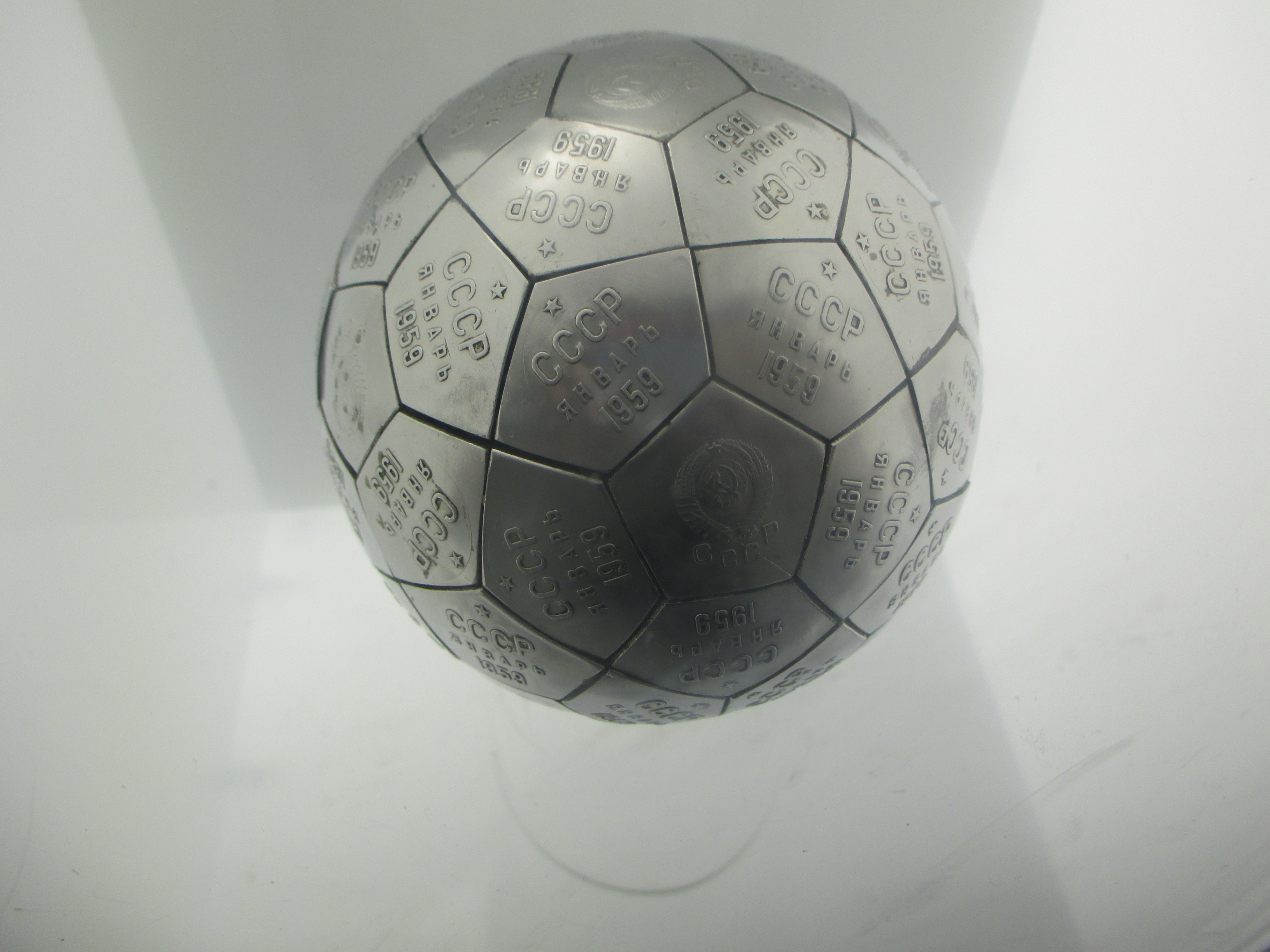
Cópia do artefato com os estandartes da URSS usados na Luna 2.

A missão Luna 2 carregava três tipos de estandartes da União Soviética diferentes: dois deles, localizados na espaçonave e um terceiro localizado no terceiro estágio do foguete que também caiu na Lua cerca de 30 minutos depois da espaçonave.
Os estandartes localizados na espaçonave tinham o formato esférico e eram recobertos por elementos pentagonais idênticos, de aço inoxidável. No centro havia material explosivo para reduzir a velocidade de queda dos elementos. Cada um desses elementos possuía o brasão de armas da URSS e as letras cirílicas CCCP em um dos lados e do outro, as palavras "СССР СЕНТЯБРЬ 1959" (URSS Setembro de 1959).
O estandarte localizado no terceiro estágio, era composto por uma cápsula preenchida com líquido e fitas de alumínio dentro. Em cada uma dessas fitas, constavam: o brasão de armas da URSS, as palavras "СЕНТЯБРЬ 1959" (Setembro de 1959) e também as palavras "СОЮЗ СОВЕТСКИХ СОЦИАЛИСТИЧЕСКИХ РЕСПУБЛИК" (União das Repúblicas Socialistas Soviéticas).

## Legado
A Luna 2 foi um sucesso para os soviéticos e foi a primeira de uma série de sondas (impactadores lunares) que foram intencionalmente colididas com a Lua. As missões posteriores dos Estados Unidos, como o programa Ranger, também terminaram em impactos semelhantes. Tais colisões controladas continuaram sendo úteis mesmo depois que a técnica de aterrissagem suave foi dominada. A NASA utilizou impactos de espaçonaves sólidas para testar se as crateras da Lua contêm gelo, analisando os detritos lançados.
O estandarte apresentado a Eisenhower está guardado na Biblioteca e Museu Presidencial Eisenhower em Abilene, Kansas, EUA. Uma cópia do estandarte esférico está localizada no Cosmosphere do Kansas em Hutchinson, Kansas.
Em 1º de novembro de 1959, a União Soviética emitiu dois selos comemorativos da espaçonave que mostram a trajetória da missão.